# Ту би Шват
Ту би Шеват (на иврит: ט״ו בשבט) е еврейският празник, отбелязван на 15-ия ден от еврейския месец шват. Наричат го и „Рош ха-Шана ла'Иланот“ (на иврит: ראש השנה לאילנות), буквално „Дървена Нова година“. В Мидраш от Устната Тора се споменава за това как дърветата, виждайки че Бог дарява хората с празник за Нова година, се преизпълнили със завист и Го попитали, дали може и за тях да направи подобен празник. Тъй като през месец шват дърветата „се събуждат от зимен сън“, то именно това време било избрано.
Ту би Шеват започва серия от няколко празника, която кулминира в Пасха.
Шват се пада или през месец януари, или месец февруари заради особеностите на Еврейския календар. „Ту би Шеват“ буквално означава 15-и ден на месец Шват. Ту Би Шеват е еврейската нова година на дърветата, която се пада във времето, в което повечето дървета разцъфват в Израел. Като един от по-малките празници за него няма споменаване в „Тората“. 
Основните традиции за празника са от Древен Израел. Отправят се молби дърветата да имат достатъчно плодове, вода, слънце и любов, за да осигурят на хората и всички същества това, което им е нужно.
На Ту Би Шеват евреите поставят на масата си различни плодове, с които Израел е известен, и които са носени в Храма в Ерусалим – стафиди, ядки, фурми, смокини, нар и жито – плодовете, които растат в Израел. В съвременен Израел празникът се празнува като ден на екологичното съзнание и се садят дървета като благодарност към природата.